# Morgane Osyssek-Reimer
Morgane Osyssek-Reimer (Colmar, 15 de diciembre de 2002) es una deportista francesa que compite en gimnasia artística.
Ganó una medalla de bronce en el Campeonato Mundial de Gimnasia Artística de 2023 y dos medallas de bronce en el Campeonato Europeo de Gimnasia Artística, en los años 2024 y 2025.

## Palmarés internacional
| Campeonato Mundial | Campeonato Mundial | Campeonato Mundial | Campeonato Mundial   |
| Año                | Lugar              | Medalla            | Prueba               |
| ------------------ | ------------------ | ------------------ | -------------------- |
| 2023               | Amberes (Bélgica)  | Medalla de bronce  | Concurso por equipos |
| Campeonato Europeo |                    |                    |                      |
| Año                | Lugar              | Medalla            | Prueba               |
| 2024               | Rímini (Italia)    | Medalla de bronce  | Concurso por equipos |
| 2025               | Leipzig (Alemania) | Medalla de bronce  | Concurso por equipos |